# Albert Libchaber
Albert Joseph Libchaber (Paris, 23 de outubro de 1934) é um físico francês. É professor da cátedra Detlev W. Bronk da Universidade Rockefeller.
Recebeu o Prêmio Wolf de Física de 1986.

## Publicações selecionadas
- Libchaber A, Mauer J. "Une Experience de Rayleigh-Benard en geometrie reduite: multiplication, accrochage et demultiplication des frequences", Journal de Physique, Colloques 41 C3, 1980, p.51-56
- Libchaber A, Mauer J. "A Rayleigh Benard Experiment: Helium in a small box“, Proceedings NATO Advanced Summer Institute on Nonlinear Phenomena, 1982, p.259
- A Libchaber, C Laroche, S Fauve. "2-Parameter Study of the Routes to Chaos", Physica D, V.7, 1983, p.73-84
- A Libchaber, C Laroche, S Fauve. "Period doubling cascade in mercury, a quantitative measurement", Journal de Physique Lettres, V.43, 1982, p.211-216
- Libchaber Albert, Vincent Noireaux. "A vesicle bioreactor as a step toward an artificial cell assembly". Proceedings of the National Academy of the USA, V. 101, 2004, p.17669